# Nortel
Nortel, formalmente conhecida por Nortel Networks (antigamente denominada Northern Electric Research and Development), foi um grupo de empresas do Canadá, sediada em Toronto, Ontario. Nortel é uma das maiores empresas especializada em tecnologia de redes de telecomunicações para os operadores e as empresas.
A sigla anterior da empresa, Northern Electric Research and Development é uma das origens do termo nerd, uma vez que os pesquisadores da instituição passavam por um rigoroso teste de seleção, e frequentemente passavam as noites acordadas para resolver problemas de pesquisa em electrônica e telecomunicações.